# Sidney J. Furie
Sidney J. Furie (ur. 28 lutego 1933 w Toronto) – kanadyjski reżyser, producent i scenarzysta filmowy.
Ukończył Carnegie Institute of Technology w Pittsburghu, w stanie Pensylwania. Zdobył sławę jako reżyser horroru Istota (The Entity, 1981) i autor scenariusza i reżyser trzech części (I, II i IV) filmu Żelazny Orzeł (Iron Eagle, 1986, 1988, 1995). W 1987 roku zdołał reaktywować postać Supermana do starej, dobrej formy w swoim filmie Superman 4 (Superman IV:The Quest for Peace) z Christopherem Reeve’em w roli głównej, co przyniosło mu nominację do nagrody International Fantasy Film. Jego thriller Teczka Ipcress (The Ipcress File, 1965) z Michaelem Caine’em otrzymał nagrodę BAFTA Film. Za reżyserię westernu Appaloosa (1966) z Marlonem Brando odebrał w stanie Oklahoma nagrodę Brązowego Kowboja.

## Filmografia
- 2005: The Controller
- 2005: Amerykańscy chłopcy (American Soldiers, także producent)
- 2004: Ostateczna rozgrywka (Direct Action)
- 2003: Pod nadzorem (Detention)
- 2002: Globalna herezja (Global Heresy)
- 2002: Partnerzy (Partners in Action)
- 2001–2003: Just Cause (serial TV)
- 2001: Going Back
- 2001: Bractwo (The Circle)
- 2000: Cord
- 2000: Piątkowa nocna randka (A Friday Night Date)
- 2000: Sprawiedliwość na 18. kołach (18 Wheels of Justice, serial TV)
- 2000: Pięć moich żon (My 5 Wives)
- 1999: Windykatorzy (The Collectors)
- 1998–2002: V.I.P.
- 1998: W jej obronie (In Her Defense)
- 1997: Poślubić nieznajomego (Married To A Stranger)
- 1997: Ponad światem (Top of the World)
- 1997: Wściekłość (The Rage)
- 1995: Chybiony cel (Hollow Point)
- 1995: Żelazny Orzeł 4 (Iron Eagle IV, scenariusz)
- 1994: Lonesome Dove: The Series
- 1992: Drużyna biedronek (Ladybugs)
- 1991: The Taking of Beverly Hills
- 1988: Żelazny Orzeł II (Iron Eagle II, scenariusz)
- 1987: Superman IV (Superman IV: The Quest for Peace)
- 1986: Żelazny Orzeł (Iron Eagle, scenariusz)
- 1984: Purpurowe serca (Purple Hearts, także scenariusz i producent)
- 1981: Istota (The Entity)
- 1978: The Boys in Company C (scenariusz i reżyseria)
- 1976: Gable and Lombard
- 1975: Sheila Levine Is Dead and Living in New York
- 1973: Hit!
- 1972: Lady śpiewa bluesa (Lady Sings the Blues)
- 1970: Little Fauss and Big Halsy
- 1967: The Naked Runner
- 1966: Appaloosa (The Appaloosa)
- 1965: Teczka Ipcress (The Ipcress File)
- 1964: Cudowne życie (Wonderful Life)
- 1964: The Leather Boys
- 1961: Dr. Blood’s Coffin
- 1961: Kobieta wąż (The Snake Woman)
- 1961: During One Night (także scenariusz i producent)
- 1959: A Cool Sound from Hell
- 1959: Hudson’s Bay (serial TV)
- 1959: A Dangerous Age